# Hedi Heres

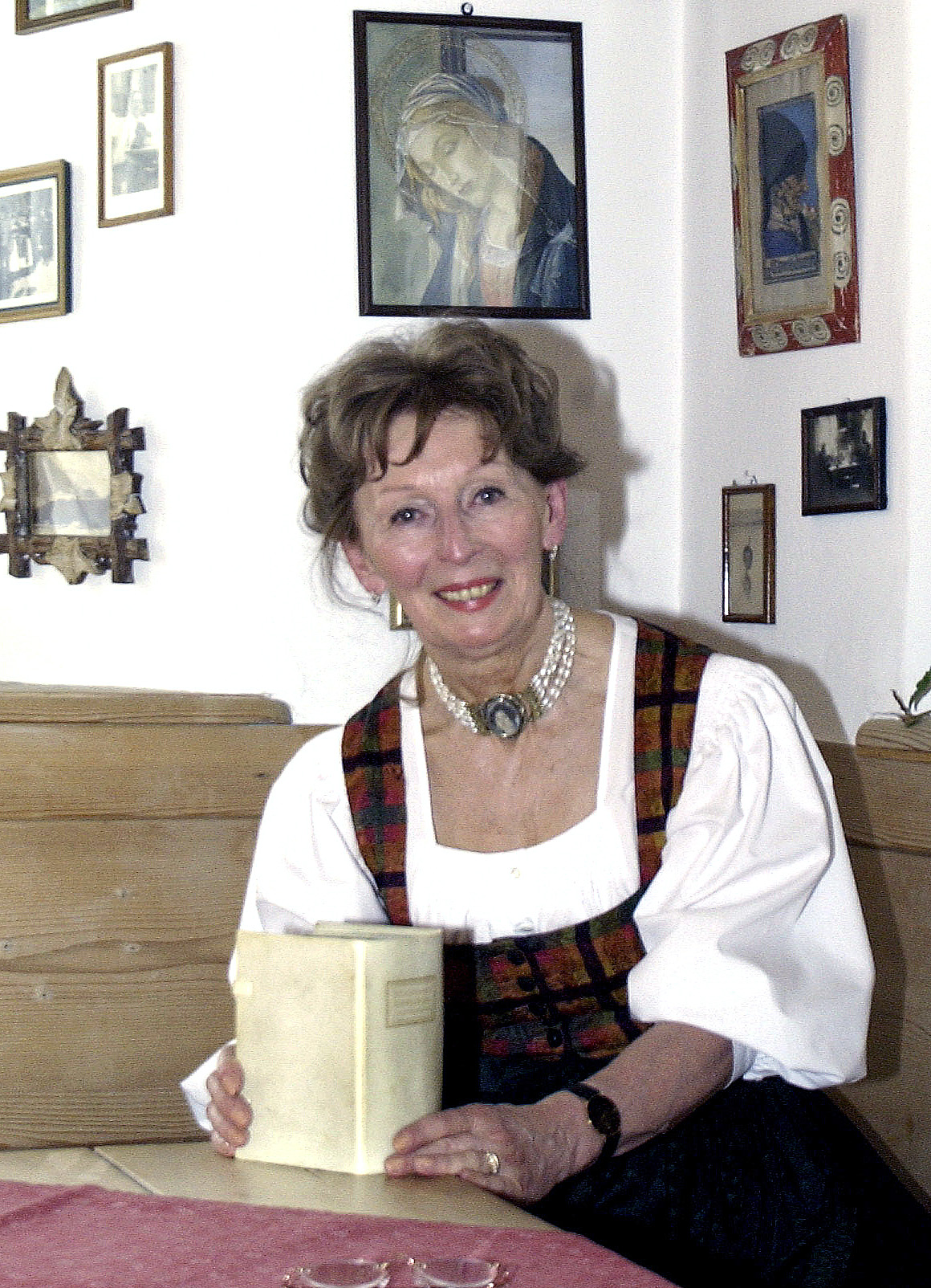
Hedi Heres, 2004

Hedi Heres (* 16. Oktober 1939 in Dachau; † 25. November 2010 ebenda) war eine Moderatorin von Hörfunk- und Fernsehsendungen und Autorin kulturgeschichtlicher Bücher. Sie war Mitglied der süddeutschen Literatenvereinigung Münchner Turmschreiber. Bis zu ihrem Ruhestand im Jahr 2003 war sie Gymnasiallehrerin für Chemie, Biologie und Geographie.

## Leben

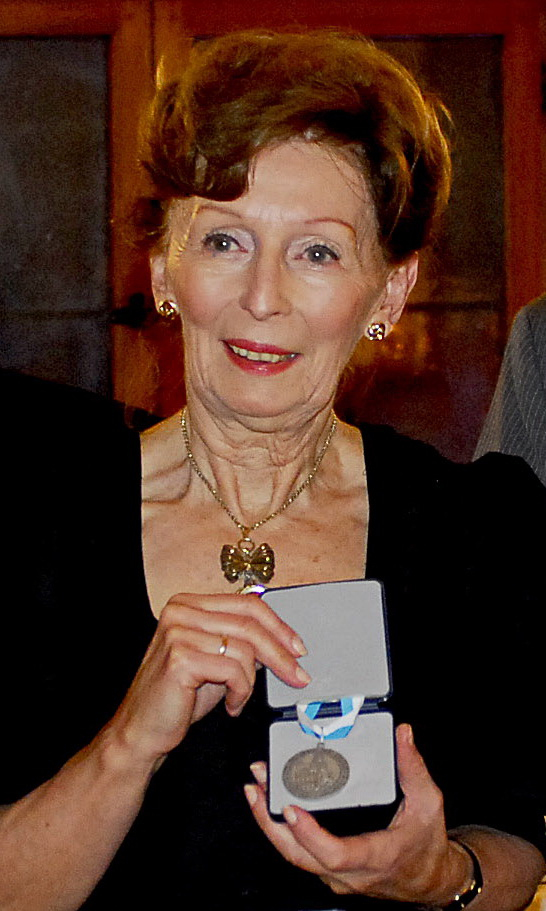
Hedi Heres, Bayerischer Poetentaler, 2006

Hedi Heres wuchs in einer musikalisch geprägten Familie auf. Ihr Vater, der Dachauer Oberstudiendirektor und Kunstschaffende Heinrich Neumaier, beschäftigte sich intensiv mit Musik und Tradition im altbairischen Raum. Hedi Heres erhielt als Kind Gesangs- und Klavierunterricht, und in ihrer Familie wurde der Pflege und Ausübung von Musik viel Raum eingeräumt. Nach dem Krieg entstanden vielfältige Kontakte zu wichtigen Volksmusikern der Zeit, wie etwa dem Kiem Pauli, Wastl Fanderl, Annette Thoma, Tobi Reiser oder Georg von Kaufmann.
Seit 1976 war sie freie Mitarbeiterin der Abteilung Volksmusik im Bayerischen Rundfunk und Moderatorin von Sendungen im Umfeld der Themen Brauchtum und Heimatgeschichte. Sendungen wie „Rosmarin und greane Blattl“ über Volkslieder botanischen Inhalts und „Am Abend in der Stubn“ sind mit ihrem Namen verbunden. Eine Volksmusikwunschsendung übernahm sie als Nachfolgerin von Wastl Fanderl. Von 1995 bis 1997 moderierte sie 34 Sendungen „Hoagarten“ beim Bayerischen Fernsehen. Daneben verfasste sie zahlreiche Aufsätze mit volkskundlicher Thematik und mehrere Bücher.
Hedi Heres wurde im Jahr 2006 mit dem Bayerischen Poetentaler für Verdienste um die bayerische Kultur ausgezeichnet. Sie war verheiratet mit Horst Heres.
Am 25. November 2010 erlag sie 71-jährig einer schweren Krankheit.

## Werke
- Kinder kriagn und Kinder wiagn. Brauchtum um Mutter und Kind in Bayern und seinen Nachbarländern. Verlagsanstalt Bayerland, Dachau 1986, ISBN 3-922394-55-8.
- Bayerischer Bilderbogen. Brauchtum und Geschichten. Rosenheimer Verlagshaus, Rosenheim 1993, ISBN 3-475-52735-9.
- Von Hexen und Druden. Rosenheimer Verlagshaus, Rosenheim 1995, ISBN 3-475-52826-6.
- Zuflucht zum Glauben – Flucht in den Aberglauben. Verlagsanstalt Bayerland, Dachau 1997, ISBN 3-926355-08-5.
- Hexen, Abenteurer und Wunderheiler. Rosenheimer Verlagshaus, Rosenheim 2000, ISBN 3-475-53049-X.